# Ghost Friends
Ghost Friend è un dorama stagionale primaverile in 10 puntate di NHK mandato in onda nel 2009.
Viene narrata la storia di Asuka, ragazza adolescente, e delle sue tragicomiche vicende: la ragazza, infatti, si trova coinvolta in strani avvenimenti, ed il tutto sembra essere collegato alla sua particolarissima capacità di entrare in comunicazione con gli spiriti invisibili.
La giovane ha iniziato improvvisamente ad acquisire tali poteri a seguito d'un incidente stradale in cui è rimasta coinvolta, fortunatamente per lei non in modo grave.
In seguito s'innamorerà perdutamente di Kaito, un misterioso coetaneo comparso dal nulla, e che si rivelerà infine essere niente altro che un fantasma incarnato.

## Star ospiti
- Fumiki Yoshikawa - Takahashi Kenta (ep1)
- Maho Tomita - Komaki Kanako (ep1)
- Toshinori Omi - Okamoto (ep2)
- Seminosuke Murasugi - Takahiro (ep3)
- Kaori Shima - Nagai Hanayo (ep4)
- Akira Ishihama (石濱朗) - Shouzou (ep4)
- Magii - Kohei (ep5)
- Akiko Monou (桃生亜希子) - Shouko (ep5)
- Gen Hoshino - Shinji (ep5)
- Megumi Yokoyama - Izumi (ep6)
- Masayo Umezawa - Old Maid (ep6)
- Moe Arai - Yamashiro Kei (ep7)
- Natsumi Ohira - Yamashiro Shizuka (ep7)
- Keisuke Soma (相馬 圭祐) - Atsushi (ep7)
- Asahi Yoshida (ヨシダ朝) - Daisuke (ep8)
- Donpei Tsuchihira (土平ドンペイ) - Chuukichi (ep8)
- Eiji Takigawa (瀧川英次) - Kotaro (ep8)
- Bokuzo Masana - Kurobe (ep9)
- Mantaro Koichi - Sato (ep9)
- Runa Matsumoto - Asuka da bambina (ep10)
- Akiko Izumi - nonna di Asuka (ep10)
- Saaya Irie - Risa (ep10)